# 大同團結運動
大同團結運動（日语：／），是明治中期日本(1886－1891)自由民权运动的一个阶段。为了准备帝国议会的开设，自由民權运动各派企圖團結一致。

## 經過
自由民權運動是，以板垣退助擔任黨主席的自由黨和大隈重信擔任黨主席的立憲改進黨為中心。然而，自由黨由於黨內不滿派的爆發和政府的壓迫，於1884年解散，而立憲改進黨則處於休止狀態。雖然活動家中有一些人被關押為政治犯，但在1885年10月，提前一步出獄的星亨成為核心，圖謀重組舊自由黨成員。
1887年7月，對政府的條約改正交涉（鹿鳴館外交）的反對運動爆發，星亨以此為契機，除了改變外交政策外，展開進一步要求地稅減輕和言論集會自由的運動。1887年9月2日，根據有志懇談會的協議，發動全國三大事件建白運動。曾是舊自由黨幹部的後藤象二郎牽線下，星亨和片岡健吉，與首相伊藤博文會面。然而，12月26日，保安條例頒布，建白運動被迫中止。
在建白運動中止後，自由民權運動再次計劃進軍帝國議會。1889年2月11日，大日本帝國憲法發布大赦，政治犯獲得釋放和恢復權利。為即將到來的總選舉做好準備，運動更加活躍，但同時，黨派之間也出現了分歧。1889年4月，星亨前往歐洲留學，直到帝國議會開設前不在日本。此時期，舊自由黨一分為二，河野廣中的政社派，與大井憲太郎的非政社派：
- 政社派 - 準備迎接即將到來的總選舉，擬組建新黨作為政治結社的母體。由河野廣中領導。地理上，這一派主要來自西日本和東北地區。
- 非政社派 - 立憲改進黨派已經退出，因此現在不應考慮組建新黨，應該尋求自由黨的再興。由大井憲太郎領導。在地理上，這一派主要來自關東、中京近邊。

此後，有傳言稱後藤象二郎將加入政府，內部對於後藤的去留產生了分歧（後來，後藤於3月22日擔任黑田內閣的遞信大臣）。為了實現大同團結，全國委員召開會議，4月28日會議開始，但政社派和非政社派爭論激烈，後來非政社派缺席了會議，河野試圖與大井直接談判，但未能解決問題。5月10日，終於分裂，大井派成立了大同協和會，而河野派成立了大同俱樂部。大同團結運動分裂為兩個部分。
分裂後，兩黨競相擴大勢力，進行候選人選擇和宣傳等工作。同年8月，再次爆發條約改正反對運動（外國人司法官任用問題），兩黨都參與其中，並暫時與其他派系合作。但隨著運動結束，兩黨之間的敵對關係復活。
在這一時期，前主席板垣退助退居故鄉土佐，但在條約改正反對運動結束後，兩派之間的對立再次爆發。為了解決這一問題，板垣發表了一份呼籲停止政治鬥爭、團結同志的慷慨文。同時，板垣也在考慮再次主導重組自由黨，但這個構想對於早已宣揚自由黨重興為目標的大同協和會（非政社派）來說，非常方便，但對於以新黨成立為目標的大同俱樂部（政社派）來說，會失去對板垣這一名字的競爭優勢。11月11日，大同協和會主動派遣大井本人，而大同俱樂部派遣山際七司前往高知拜訪板垣，分別勸說。板垣同意了大井的說法，並於12月17日在大阪宣布為了重組自由黨舊友而召開大規模聚會。大同俱樂部則對此進行了回應，公開了板垣已與大井會面，並明確宣布了自由黨的重興。
12月15日，板垣帶領直屬運動家（即所謂的土佐派）抵達大阪。與此同時，大同俱樂部和大同協和會的成員也聚集在大阪。兩黨的成員都與板垣會面，板垣針對自己過去的言行進行解釋，稱其僅是表達了個人意見，或是聯絡不順利等等。在被問及團結後的方向時，板垣於18日發表了以下回答：
- 「大同團結」，起初是作為聯盟出發的，但現在已經成為自由主義者的聚會，所以組織為政黨是適當的。
- 黨名定為愛國公黨。

這是兩派主張的折衷案，然而，兩派都沒有順從這一建議，終究還是分裂。19日，板垣主辦了大規模聚會，但大同協和會未出席，反而另外舉辦了一場獨立的聚會，並於21日獨自成立了新政黨自由黨（事實上是黨名更改）。而大同俱樂部則參加了板垣的聚會，但在隨後的臨時大會上否決了更名為愛國公黨的提案。既然大井派已經與板垣背道而馳，板垣直屬的運動家（土佐派）便獨立組織了愛國公黨。
儘管一度陷入停滯，但在1890年，帝國議會成立後，三派合併的動向出現。5月14日，首次三派幹部進行聯合會議。6月3日，三派共同組建庚寅俱樂部。7月1日，第1回衆議院議員總選舉。各黨分別參選，但自由民權勢力（民黨）佔據議會的過半數。選舉後，九州地區在獨自進行活動，確保了在議會中的地位的九州聯合同志會也加入了合併的行列，到了8月，以上四派相繼解散，9月15日舉行了立憲自由黨的成立典禮，團結大同的目標實現了，為應對第1回帝國議會做好了準備。
此外，原本還有另一大政黨立憲改進黨最初也參與協議，但由於黨的章程沒有包含"改進"這個詞，難以接受，因此退出，決定單獨參加初期議會。1898年，才實現自由、改進兩黨合併。

### 註腳
1. ↑  升味，第91-92頁.
2. ↑  . kotobank （日语）.
3. ↑  升味，第92-100頁.
4. ↑  升味，第105-111頁.
5. ↑  升味，第130-132頁.
6. ↑  升味，第132-133頁.
7. ↑  升味，第133-135頁.
8. ↑  升味，第135-138頁.

### 書目
- 升味準之輔. . 東京都文京区: 東京大学出版会. 2011-12-15. ISBN 978-4-13-034272-8 （日本語）.